# エキストランド
『エキストランド』（英: EXTRAND ）は、2016年の日本映画。
地方都市を舞台とした映画制作の裏話である。
2017年11月11日にユーロスペース、上田映劇にて、公開された。

## あらすじ
主人公は過去の大失敗から映画を撮れなくなったプロデューサー。映画で地元を盛り上げたいと思っている「えのき市」の市民を騙し、自分の成功のためだけに映画の製作を画策する。
横暴な立ち居振る舞いのプロデューサーに対し、当初は言われるがままだったえのき市民達であったが、クランクアップ当日に利用されていることに気づき、一矢報いようと前代未聞の計画を企てる。

## 主な出演者
- 駒田恵太 - 吉沢悠[2]
- 石井光太郎 - 戸次重幸[2]
- 内川譲二 - 前野朋哉[2]
- 土田悟 - 金田哲（はんにゃ）
- 後藤ユウミ
- 嶺豪一
- 中村無何有
- 宇賀那健一
- 古川一博
- 鷲尾英彰
- 長野こうへい
- 芹澤興人
- 棚橋ナッツ
- 仁科貴

## スタッフ
- 監督 - 坂下雄一郎
- プロデューサー - 田中雄之
- 共同プロデューサー - 本田真也
- ラインプロデューサー - 赤間俊秀
- 脚本 - 坂下雄一郎、田中雄之
- 撮影 - 松井宏樹
- 照明 - 上田謙太郎
- 録音 - 黄永昌
- 美術 - 岡田匡未
- 助監督 - 加治屋彰人
- 編集 - 山崎梓
- 音楽 - 吉田大致
- ヘアメイク - 橋本申二、中麻衣子
- スタイリスト - 小笠原吉恵
- 上田ロケコーディネート -　原悟
- 特別協力 -　信州上田フィルムコミッション

## ソフトウエア
- 2022年5月2日 - コトプロダクションより、Blu-ray（メイキング映像込）が発売される。